# Virrei de Sardenya
Els virreis de Sardenya, també anomenats lloctinents generals, representaren la Corona al Regne de Sardenya a les diferents èpoques en què aquest va anar canviant de mans.

## Evolució
Els primers temps de la constitució del regne de Sardenya, l'encàrrec de l'administració correspongué a un governador general, des de 1324 fins a 1355. En un segon període es dividí el territori entre dues governacions, de 1355 a 1387. Aquest any es tornà a unificar el govern de l'illa. A partir de 1418, el rei Alfons el Magnànim creà el càrrec de virrei, que existí lligat a la corona d'Aragó i als seus descendents fins a 1720 quan, pel tractat de la Haia, el regne passà a la casa de Savoia i el càrrec correspongué a delegats piemontesos fins a 1847, quan es reformà l'administració a Torí i el regne de Sardenya s'unificà en un sol estat amb els territoris continentals.

## Llista

### Governadors Generals (1324 - 1355)
- Felip de Saluzzo (1324)
- Berenguer Carròs i Llòria (1324 - 1326)
- Bernat de Boixadors (1326 - 1330)
- Ramon de Cardona (1329 - 1337)
- Ramon de Ribelles (1336 - 1339)
- Guillem de Cervelló i de Banyeres (1339 - 1347)
- Riambau de Corbera (1347 - 1355)

### Governadors dels Caps de Càller i Gallura i del de Logudor (1355 - 1387)
Durant aquests anys hi hagué governadors al Cap de Càller i Gallura:
- Olf de Pròixida
- Eiximèn Peres d'Arenós
- Asbert Satrilla
- Joan de Montbui

Mentre els del Cap de Logudor eren:
- Galceran de Fenollet i de Canet
- Ponç de Jardí
- Francesc Joan de Santa Coloma
- Gilabert de Cruïlles i de Mallorca
- Dalmau de Jardí
- Pere Albert
- Bernat de Guimerà
- Gilabert de Cruïlles i de Mallorca

### Governadors Generals (1387 - 1418)
- Eiximèn Peres d'Arenós (2a vegada) (1387 - 1391)
- Joan de Montbui (2a vegada) (1391 - 1393)
- Arrigo della Rocca (1393 - 1397)
- Roger de Montcada i de Lloria (1397 - 1398)
- Francesc Joan de Santa Coloma (2a vegada) (1398 - 1408)
- Martí el Jove (1408 - 1409)
- Pere de Torrelles i de Blanes (1409 - 1411)
- Joan de Corbera (1411)
- Berenguer Carròs d'Arborea (1411 - 1415)
- Acard de Mur i de Cervelló (1415)
- Berenguer Carròs d'Arborea (2a vegada) (1415 - 1418)

### Virreis del Casal d'Aragó (1418 - 1720)
- Lluís de Pontons (1418)
- Joan de Corbera (2a vegada) (1418 - 1420)
- Riambau de Corbera (1420 - 1421)
- Bernat de Centelles Riu-sec i de Cabrera (1421 - 1437)
- Francesc d'Erill i de Centelles (1437 - 1448)
- Nicolás Antonio de Montes (1448 - 1450)
- Jofre d'Ortafà (1450 - 1452)
- Jaume Carròs i Manrique (1452 - 1454)
- Pere Besalú (1455 - 1458)
- Joan de Flors (1458 - 1460)
- Nicolau Carròs d'Arborea i de Mur (1460 - 1479)
- Pere Maça de Liçana i de Rocafull (1479)
- Eiximèn Peres Escrivà de Romaní i Ram (1479 - 1483)
- Guillem de Peralta (1483 - 1484)
- Eiximèn Peres Escrivà de Romaní i Ram (2a vegada) (1484 - 1487)
- Íñigo López de Mendoza y Quiñones, comte de Tendilla (1487 - 1491)
- Joan Dusai i Durall (1491 - 1501)
- Benet Gualbes (Interí) (1501 - 1502)
- Joan Dusai i Durall (2a vegada) (1502 - 1507)
- Jaume Amat i Tarré (1507 - 1508)
- Ferran Girón de Rebolledo (1508 - 1515)
- Àngel de Vilanova (1515 - 1529)
- Martí de Cabrera (1529 - 1532)
- Jaume d'Aragall (Interí) (1533)
- Francesc de Serra (Interí) (1533)
- Antoni de Cardona i Enríquez (1534 - 1549)
- Pere Veguer, bisbe de l'Alguer, (Interí, per absència) (1542 - 1545)
- Jeroni d'Aragall (Interí) (1549 - 1550)
- Llorenç Ferrandis d'Herèdia (1550 - 1556)
- Jeroni d'Aragall (Interí) (2a vegada) (1556)
- Àlvar de Madrigal i de Cervelló (1556 - 1569)
- Jeroni d'Aragall (Interí) (3a vegada) (1561)
- Joan de Coloma i de Cardona, comte d'Elda (1570 - 1577)
- Jeroni d'Aragall (Interí) (4a vegada) (1577 - 1578)
- Miquel de Montcada i Bou (1578 - 1590)
- Gaspar Vicenç Novella, arquebisbe de Càller, (Interí per absència) (1584 - 1586)
- Gastó de Montcada i de Gralla, marquès d'Aitona (1590 - 1595)
- Antoni Coloma i Saa, comte d'Elda (1595 - 1603)
- Alonso Lasso y Sedeño, arquebisbe de Càller, (Interí per absència) (1597 - 1599)
- Joan de Sabata (Interí per absència) (1601 - 1602)
- Jaume d'Aragall (Interí) (1603 - 1604)
- Lluís Peres Sabata de Calataiud i de Pallars, comte de Real (1604 - 1610)
- Jaume d'Aragall (Interí) (2a vegada) (1610 - 1611)
- Francesc Carles de Borja-Centelles i de Velasco, duc de Gandia (1611 - 1617)
- Alfons d'Erill-Orcau i de Sentmenat, comte d'Eril (1617 - 1623)
- Lluís de Tena Gomez (Interí) (1623)
- Joan Vives i de Canyamars, baró de Benifairó de les Valls (1623 - 1625)
- Dídac d'Aragall (Interí) (1625)
- Pere Ramon Safortesa i de Vilallonga, comte de Santa Maria de Formiguera (1625 - 1626)
- Jerónimo Pimentel y de Zúñiga-Requesens, marquès de Baiona (1626 - 1631)
- Dídac d'Aragall (Interí) (2a vegada) (1631)
- Gaspar Prieto, arquebisbe de l'Alguer (Interí) (1631 - 1632)
- Antonio Ximénez de Urrea y Enríquez de Navarra, marquès d'Almonesir (1632 - 1637)
- Dídac d'Aragall (Interí) (3a vegada) (1637 - 1638)
- Giovanni Andrea Doria Landi, príncep de Melfi (1638 - 1639)
- Dídac d'Aragall (Interí) (4a vegada) (1639 - 1640)
- Fabrizio Doria, duc d'Arellano (1640 - 1644)
- Lluís Guillem de Montcada-Aragó-Luna-Peralta i de la Cerda, duc de Montalto (1644 - 1649)
- Bernardí Maties de Cervelló i Piccolomini di Siena (Interí) (1649)
- Giangiacomo Teodoro Trivulzio, príncep de Trivulzio (1649 - 1651)
- Duarte Álvarez de Toledo-Monroy-Ayala de Portugal y Pimentel, comte d'Orpesa (1651)
- Beltrán Vélez de Guevara, marquès de Campo Real (1651 - 1652)
- Pedro Martínez Rubio y Gómez, arquebisbe de Palerm (1652 - 1653)
- Francisco Fernández de Castro Andrade, comte de Lemos (1653 - 1657)
- Bernardí Maties de Cervelló i Piccolomini di Siena (Interí) (2a vegada) (1657)
- Francisco de Moura Corte-Real, marquès de Castel Rodrigo (1657 - 1661)
- Pere Vico i Cedrelles, arquebisbe de Càller (Interí) (1661 - 1662)
- Nicolau I Ludovisi, príncep de Piombino (1662 - 1664)
- Bernardí Maties de Cervelló i Piccolomini di Siena (Interí) (3a vegada) (1664 - 1665)
- Manuel Sarmiento de los Cobos y Manrique de Mendoza, marquès de Camarasa (1665 - 1668)
- Francesco di Tutavilla e del Tufo, duc de San Germano (1668 - 1672)
- Fernando Joaquín Fajardo de Requesens-Zúñiga y Álvarez de Toledo, marquès dels Vélez (1673 - 1675)
- Melcior Cisternes d'Oblites (Interí) (1675)
- Francisco de Benavides-Dávila Corella y de la Cueva, marquès de les Navas (1675 - 1677)
- Melcior Cisternes d'Oblites (Interí) (2a vegada) (1679 - 1680)
- José de Funes y Villalpando, marquès d'Ossera (1680)
- Felip Lluís d'Egmont, comte de Egmont (1680 - 1682)
- Diego Ventura Fernández de Angulo, arquebisbe de Càller, (Interí) (1682)
- Antonio López de Ayala y Velasco, comte de Fuensalida (1682 - 1686)
- Josep de Litala i de Castellví (Interí) (1686 - 1687)
- Niccolò Pignatelli d'Aragona, duc de Monteleone (1687 - 1690)
- Carlos Homo Dei Moura y Pacheco, marquès de Castel Rodrigo (Interí) (1690)
- Luis de Moscoso-Osorio Hurtado de Mendoza y de Sandoval-Rojas, comte d'Altamira (1690 - 1696)
- José de Solís y Valderrábano Dávila, comte de Montellano (1697 - 1699)
- Ferran de Montcada i Gaetani, duc de San Giovanni (1699 - 1703)
- Francisco Ginés Ruiz de Castro, comte de Lemos (1703 - 1704)
- Baltasar de Zúñiga-Guzmán y Sarmiento de Silva, marquès de Valero (1704 - 1706)
- Pedro Nuño Colón de Portugal y Ayala, duc de Veragua (1707 - 1708)
- Fernando de Silva y Meneses, comte de Cifuentes (1709 - 1710)
- Jorge de Heredia, comte de Fuentes (1710 - 1711)
- Antoni Vicentelo de Lecca i d'Erill, comte d'Erill (1711 - 1713)
- Pedro Manuel, comte d'Ayala (1713 - 1717)
- Josep Antoni de Rubí i de Boixadors, marquès de Rubí (1717)
- Juan Francisco de Bette, marquès de Leide (1717 - 1718)
- Gonzalo Chacón de Orellana (1718 - 1720)

### Virreis de la casa de Savoia (1720 - 1848)
- Filippo-Guglielmo Pallavicini, baró de Sant Rémy (1720 - 1723)
- Alessandro Doria del Maro (1723 - 1726)
- Filippo-Guglielmo Pallavicini, baró de Sant Rémy (2a vegada) (1726 - 1727)
- Pedro, marquès de Cortanye (1727 - 1731)
- Girolamo Falletti, marquès de Castagnole i de Barolo (1731 - 1735)
- Carlo-Amadeo San-Martino, marquès de Rivarolo (1735 - 1738)
- Comte d'Allinge d'Apremont (1738 - 1741)
- Baró de Blonay (1741 - 1745)
- Del Carretto, marquès de Santa-Giulia (1745 - 1748)
- Emanuele, príncep de Valguarnera (1748 - 1751)
- Giambattista Cacherano, comte de Brischerasio (1751 - 1755)
- Costa, comte de la Trinitá (1755 - 1763)
- Giambattisa Alfieri (1763)
- Solaro De Govone (1763)
- Lodovico Costa della Trinitá (1763 - 1767)
- Vittorio-Lodovico d'Hallot, comte de les Hayes (1767 - 1771)
- Caissotti, comte de Roubion (1771 - 1773)
- Filippo Ferrero, marquès de la Marmora (1773 - 1777)
- Giuseppe Lascaris di Ventimiglia, marquès de la Rocchetta (1777 - 1781)
- Carlo-Francesco Valperga, comte de Masino (1781 - 1783)
- Solaro de Maretta (1783 - 1787)
- Comte Thaon di Sant'Andrea (1787 - 1790)
- Carlo Balbiano (1790 - 1794)
- Filippo, marquès de Vivalda (1794 - 1799)
- Carles Fèlix de Savoia (1799 - 1802)
- De 1802 a 1814 no hi hagué virrei donat que la cort de Víctor Manuel I residí a l'illa fugint de la invasió napoleònica del continent.
- Carles Fèlix de Savoia (2a vegada) (1814 - 1817)
- Ignazio Thaon di Revel, comte de Pratolungo (1817 - 1820)
- Ettore Veuillet, marquès de Yenne (1820 - 1822)
- Giuseppe-Maria Galleani, comte de d'Agliano (1822 - 1823)
- Gennaro Roero, comte de Monticelli (1823 - 1824)
- Giuseppe Tornielli, comte de Vergano (1824 - 1829)
- Giuseppe Maria Roberti, comte de Castelvero (1829 - 1831)
- Giuseppe-Maria Montiglio d'Ottiglio i Villanova (1831 - 1840)
- Giacomo, comte d'Asarta (1840 - 1843)
- Claudio Gabriele de Launay (1843 - 1848)